# Ruvu (Stadt)
Ruvu ist ein Ort im ostafrikanischen Staat Tansania. Er liegt im Distrikt Kibaha der Region Pwani.  

## Geografie
Ruvu hatte 6.697 Einwohner bei der Volkszählung im Jahr 2002. Der Ort liegt in einer Höhe von 40 Meer über dem Meer, rund 80 Kilometer westlich von Daressalam. Es gibt zwei weitere Orte mit dem Namen Ruvu:
- Ruvu am Indischen Ozean in der Region Lindi, etwa 50 Kilometer nördlich der Stadt Lindi.
- Ruvu Darajani in der Region Kilimandscharo, etwas mehr als 100 Kilometer südlich von Moshi.

Durch den Ort fließt der Fluss Ruvu. Auch dieser Name ist in Tansania nicht eindeutig. Ein zweiter Fluss Ruvu entspringt am Kilimandscharo und mündet in den Pangani.

## Infrastruktur
- Eisenbahn: Der Ort ist Knotenpunkt der Tanganjikabahn von Daressalam nach Kigoma.[3] Westlich der Station zweigt die Verbindungsstrecke zur Usambarabahn ab.[2]
- Bildung: In Ruvu befindet sich eine weiterführende Schule für Burschen und Mädchen.[4]

## Sonstiges
Im Jahr 2021 sollen 7 Menschen getötet worden sein, als sie den Ruvu überquerten.